# 포카이아

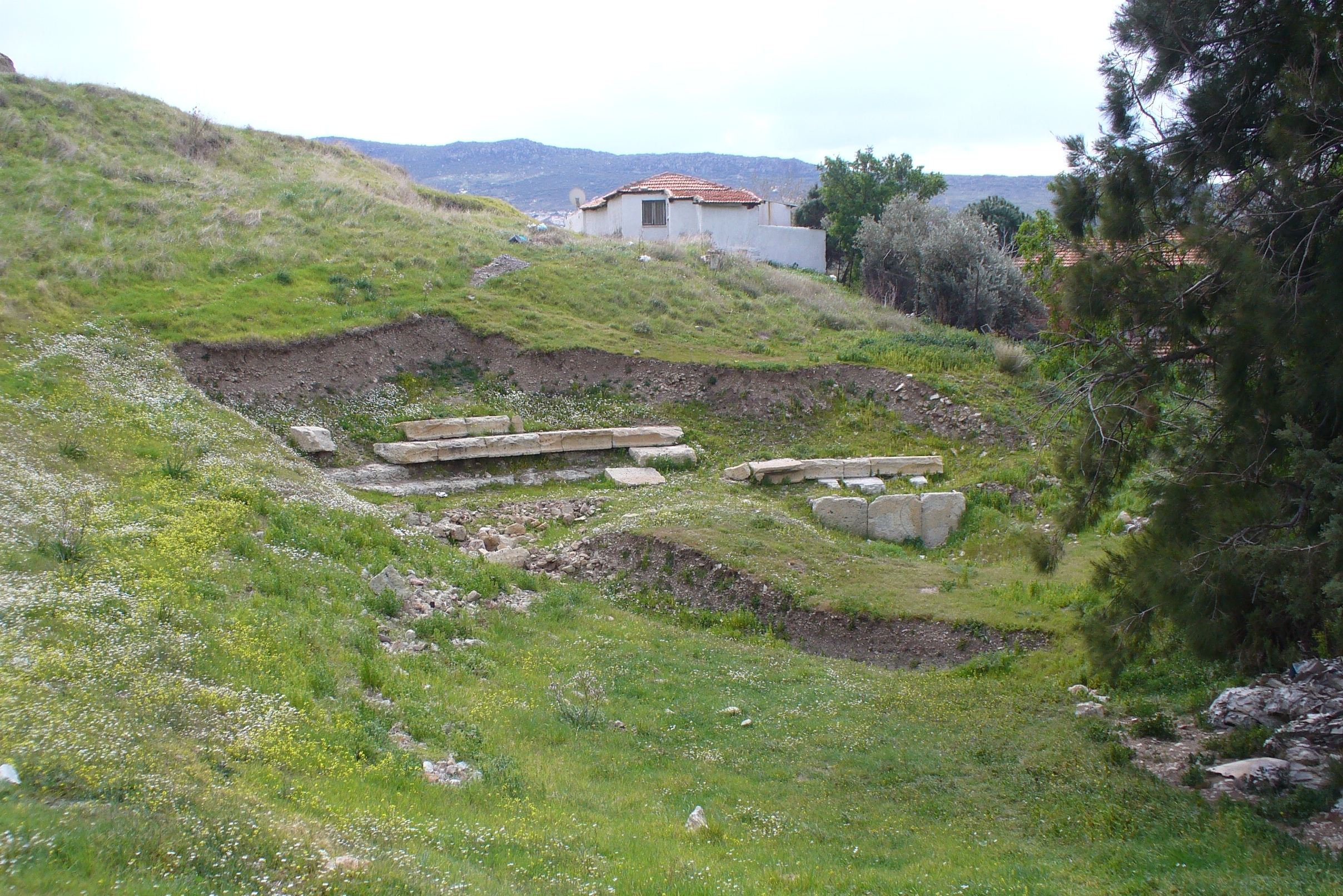

포카이아(그리스어: Φώκαια)는 현재의 튀르키예 포차에 있던 고대 이오니아의 도시이며 아나톨리아의 서부 해안에 위치한다.
포카이아는 이오니아의 최북단의 도시였다. 그곳은 헤르무스 강 어귀 근처(현재의 게디즈)에 위치한다. 그리고 북쪽으로 키메만을 나누는 반도의 해안에 위치한다.
고대 그리스 지리학자 파우사니아스는 포카이아가 아에올리아 키마에인에 의해 그들에게 주어진 땅에 아테네의 주도로 포키스에 의해 건설되었다.
포카이아의 그리스 식민주의자들은 마살리나 식민지(현재 프랑스의 마르세이유)를 기원전 600년에 엠포리온을 (스페인 카타로니아) 기원전 575년 엘레아(이탈리아 카파니아의 벨리아)를 기원전 540년에 건설하였다.
포카이아는 리디아왕 크로에수스(재위: 560 - 545 BC), 의 치세전까지는 독립국이었으나 리디아에 최초로 병합되었다. 그 후 기원 546년 리디아는 키루스 대왕에 의해 정복되었고 페르시아의 요새가 되었다.
기원전 500년 포카에아는 그리스와 페르시아의 전초전이 되면서 페르시아에 대해 이오니아 반란에 참여하였다. 도시의 해군력의 증거로서 포카이아인 디오니시스는 494년 결정적인 라데 전투에서 이오니아 함대를 지휘하였다. 그러나 포카이아는 3척의 배만을 기여하였는데 전체 함대는 353척이었다. 이오니아 함대는 패하였고 반란은 곧 제압되었다.
기원전 480년 그리스에 크세르크세스 1세가 패하고 아테네의 결과적인 권력 상승 후에 포카이아는 델리안 동맹에 참여하고 아테네에 2 탈렌트의 조공을 하였다.
기원전 412년 펠로폰네소스 전쟁시에 스파르타의 도움으로 포카이아는 이오니아와 함께 반란하였다.

## 같이 보기
- 키메
- 25 포카이아

| 아테나이스파르타밀레토스 (이오니아)포카이아 (이오니아)히오스 섬 (이오니아)사모스 섬 (이오니아)델로스 섬 (이오니아)마라톤 전투테르모필레 전투살라미스 해전마케도니아동부 트라키아서부 트라키아헬레스폰토스 해협 · ·다르다넬스 해협아이고스포타모이 해전class=notpageimage\| 기원전 5세기의 고대 그리스의 위치지도 |